# Sicista pseudonapaea
La sicista pseudonápea (Sicista pseudonapaea) es una especie de roedor de la familia Dipodidae.

## Distribución geográfica
Es  endémica de Kazajistán.

## Hábitat
Su hábitat natural son: bosques templados.